# باول أغنيو
باول أغنيو (بالإنجليزية: Paul Agnew)‏ هو لاعب كرة قدم بريطاني في مركز الدفاع، ولد في 15 أغسطس 1965 في ليسبورن في المملكة المتحدة. لعب مع سوانزي سيتي وغريمسبي تاون ونادي كليفتونفيل ووست بروميتش ألبيون.

## وصلات خارجية
- باول أغنيو على موقع قاعدة بيانات كرة القدم.إي يو (الإنجليزية)
- باول أغنيو على موقع Soccerbase.com (لاعب) (الإنجليزية)